# Woo Sun-hee
Woo Sun-hee ( Hangul : 우선희, Hanja :禹仙姬) (født 1. juli 1978) er en kvindelig sydkoreansk håndboldspiller.
I 2003 konkurrerede Woo i VM i håndbold, som blev afholdt i Kroatien og hvor hendes hold fik en bronzemedalje. Hun blev til sidst udnævnt til All-Star hold i konkurrencen. Ved Håndbold under Sommer-OL 2004, vandt hun sølvmedalje med den sydkoreanske team. Hun spillede med i alle syv kampe og scorede 37 mål.
Efter nogle år i Europa i den rumænske liga, vendte Woo Sun-hee tilbage til Korea, hvor hun stadig spiller håndbold.

## Eksterne links/Kilder
- Wikimedia Commons har flere filer relateret til Woo Sun-hee

- Sun-Hee Woo Olympisk medaljer og statistik